# Anaplecta analisignata
Anaplecta analisignata är en kackerlacksart som beskrevs av Rehn, J. A. G. 1916. Anaplecta analisignata ingår i släktet Anaplecta och familjen småkackerlackor. Inga underarter finns listade i Catalogue of Life.